# Taujica
Taujica är en ort i Honduras.   Den ligger i departementet Departamento de Colón, i den centrala delen av landet, 230 km nordost om huvudstaden Tegucigalpa. Taujica ligger 36 meter över havet och antalet invånare är 1 271.
Terrängen runt Taujica är kuperad åt sydost, men åt nordväst är den platt. Runt Taujica är det ganska glesbefolkat, med 23 invånare per kvadratkilometer. Närmaste större samhälle är Tocoa, 9,1 km väster om Taujica. 